# Deposizione nel sepolcro (Brilla)
La Deposizione nel sepolcro è la quattordicesima delle quindici "casse" che vengono portate a spalla durante la processione del Venerdì santo che si svolge a Savona ogni due anni, negli anni pari.

## Caratteristiche
Si tratta di una scultura lignea opera di Antonio Brilla del 1866, conservata nell'Oratorio del Cristo Risorto. La cassa è portata a spalla da 24 portatori essendo una delle opere di maggiori dimensioni di tutto il corteo penitenziale e forse la più pesante (kg 1600). Fu realizzata in sostituzione di una più antica raffigurante il Cristo Morto. Vi sono rappresentati: Maria Maddalena e Maria Madre di Gesù in atteggiamento sofferente, Nicodemo, Giuseppe di Arimatea e l'apostolo Giovanni intenti a sollevare il corpo di Gesù. Fu restaurata nel 2004.